# Anne Marie Kortright
Anne Marie Kortright (14 de marzo de 1982) es una modelo puertorriqueña.

## Carrera
Kortright nació en Alemania pero tiene nacionalidad y ascendencia puertorriqueña. Ha realizado campañas publicitarias junto a reconocidas marcas y referentes de la moda como Bobbi Brown, Levi y Swatch. También ha aparecido en las portadas de revistas como Latina y Shape, y apareció en la edición francesa de Vogue y en Maxim. Ocupó el puesto No. 50 en la lista "Hot 100" de Maxim en el año 2003.